# Divize B 2009/2010
V soubojích 45. ročníku České Divize B 2009/2010 (jedna ze skupin 4. nejvyšší fotbalové soutěže) se utkalo 16 týmů dvoukolovým systémem podzim – jaro. Tento ročník začal v sobotu 8. srpna 2009 úvodními šesti zápasy 1. kola a skončil v sobotu 19. června 2010 zbývajícími šesti zápasy 30. kola.

## Nové týmy v sezoně 2009/10
- Z ČFL 2008/09 nesestoupilo do Divize B žádné mužstvo.
- Z Pražského přeboru 2008/09 postoupilo vítězné mužstvo FC Přední Kopanina.
- Z Přeboru Ústeckého kraje 2008/09 postoupilo vítězné mužstvo SK Stap-Tratec Vilémov.
- Z Přeboru Karlovarského kraje 2008/09 postoupilo vítězné mužstvo FK Baník Sokolov „B“.
- Mužstvo FK Admira Praha přešlo z Divize A 2008/09.

## Kluby podle krajů
- Praha (2): FK Admira Praha, FC Přední Kopanina
- Středočeský (5): SK Viktorie Jirny, SK Český Brod, SK Kladno „B“, SK Union Čelákovice a SK Rakovník
- Ústecký (7): FC Chomutov, Sokol Brozany, FK Teplice „B“, FK Litvínov, FK Řezuz Děčín, SK Stap-Tratec Vilémov a FK Baník Most 1909 „B“.
- Karlovarský (2): FK Baník Sokolov „B“ a TJ Spartak Chodov.

## Výsledná tabulka
Zdroj:
| Poř. | Tým                        | Z  | V  | R | P  | VG | OG | B  |
| ---- | -------------------------- | -- | -- | - | -- | -- | -- | -- |
| 1.   | SK Viktorie Jirny          | 30 | 25 | 3 | 2  | 76 | 17 | 78 |
| 2.   | FC Chomutov                | 30 | 20 | 5 | 5  | 53 | 27 | 65 |
| 3.   | SK Sokol Brozany           | 30 | 18 | 4 | 8  | 60 | 32 | 58 |
| 4.   | FK Admira Praha            | 30 | 18 | 2 | 10 | 65 | 38 | 56 |
| 5.   | SK Český Brod              | 30 | 15 | 3 | 12 | 50 | 57 | 48 |
| 6.   | FK Teplice „B“             | 30 | 14 | 4 | 12 | 59 | 39 | 46 |
| 7.   | FK Litvínov                | 30 | 12 | 7 | 11 | 48 | 51 | 43 |
| 8.   | FK Řezuz Děčín             | 30 | 11 | 8 | 11 | 41 | 50 | 41 |
| 9.   | FC Přední Kopanina (N)     | 30 | 11 | 6 | 13 | 40 | 46 | 39 |
| 10.  | SK Kladno B                | 30 | 10 | 6 | 14 | 40 | 40 | 36 |
| 11.  | SK Union Čelákovice        | 30 | 10 | 6 | 14 | 34 | 50 | 36 |
| 12.  | SK Stap-Tratec Vilémov (N) | 30 | 10 | 6 | 14 | 38 | 55 | 36 |
| 13.  | FK Baník Most 1909 „B“     | 30 | 11 | 3 | 16 | 34 | 52 | 36 |
| 14.  | FK Baník Sokolov „B“ (N)   | 30 | 7  | 9 | 14 | 43 | 54 | 30 |
| 15.  | TJ Spartak Chodov          | 30 | 4  | 7 | 19 | 25 | 52 | 19 |
| 16.  | SK Rakovník                | 30 | 3  | 3 | 24 | 27 | 73 | 12 |

Poznámky:
- Z = Odehrané zápasy; V = Vítězství; R = Remízy; P = Prohry; VG = Vstřelené góly; OG = Obdržené góly; B = Body; (S) = Mužstvo sestoupivší z vyšší soutěže; (N) = Mužstvo postoupivší z nižší soutěže (nováček)
- Mužstvo SK Viktorie Jirny zvítězilo v soutěži, avšak postup přenechalo týmu FC Chomutov.

|  | Postup do ČFL 2010/11                         |
|  | Sestup do Přeboru Karlovarského kraje 2010/11 |
|  | Sestup do Přeboru Středočeského kraje 2010/11 |